# Leuckartiara hoepplii
Leuckartiara hoepplii är en nässeldjursart som beskrevs av Hsu 1928. Leuckartiara hoepplii ingår i släktet Leuckartiara och familjen Pandeidae. Inga underarter finns listade i Catalogue of Life.